# Hajdúsámson
Hajdúsámson [hajdúšámšon] je město ve východním Maďarsku v župě Hajdú-Bihar, spadající pod okres Debrecín, těsně u hranic župy Szabolcs-Szatmár-Bereg. Nachází se asi 6 km severozápadně od Debrecínu. V roce 2015 zde žilo 12 961 obyvatel.
Hajdúsámson sousedí s městy Hajdúhadház, Nyíradony a Vámospércs.

## Historie
První písemná zmínka o obci pochází z roku 1213. Zaznamenán je v dokumentu Váradi Regestrum, který zahrnuje souhrn všech uherských místních názvů své doby.[zdroj?] V roce 1907 byly odhaleny základy ještě mnohem staršího osídlení; kromě toho archeologický průzkum odhalil dvanáct seker a několik mečů. Ve 14. století patřil k debrecínskému panství. Na počátku 17. století byl rozdělen mezi panství Bajom a Diószeg.

## Kultura a školství
Ve městě se nachází muzeum litinových kamen a kostel z první poloviny 19. století. Ve středu města stojí také řeckokatolický kostel Povýšení sv. kříže (maďarsky Szent Kereszt felmagasztalása templom).
Dominantou místního Náměstí svobody (maďarsky Szabadság tér) je velká budova školy Ference Rákócziho s gymnáziem.

## Doprava
Městem prochází silnice č. 471 (která jej obchází ze severní strany po obchvatu) a železniční trať Debrecen – Mátészalka, která zde má jediné nádraží.

## Známé osobnosti
Mezi známé osobnosti z tohoto města patří Imre Harangi, maďarský sportovec a Ignác Kúnos, maďarský lingvista a turkolog.